# Kugler Pál Ferenc
Kugler Pál Ferenc (Sopron, 1836. február 12. – Bécs, 1875. április 11.) szobrász, Kugler Henrik cukrász és Kugler Mihály mérnök testvére.

## Életútja
Bécsben folytatott művészeti tanulmányokat 1860 és 1862 között, majd Olaszországban képezte magát tovább. Ezután Budapesten élt. Leginkább arcképek mintázásával tűnt ki, melyek közül különösebben Liszt Ferenc mellszobra fehér márványban és Dank Agáp Szent Ferenc-rendi házfőnök domborművű hasonmása válnak ki. Kugler készítette a Pulszky-család fehér márványba faragott domborművű síremlékét is. A reneszánsz kori szobrászat alkotásainak hatása alatt áll, másik domborműve, Szent István hitterjesztő útja, melyet Ormós Zsigmond Temes vármegyei főispán megrendelésére készített. Kora politikusai, művészei és műkedvelőnek képmását is elkészítette (Engel József, Lotz Károly, Madarász Viktor, Ormos Zsigmond stb.) Több műve megtalálható a Magyar Nemzeti Galériában, valamint soproni és kassai múzeumokban.